# Kościół św. Marcina w Krakowie
Kościół św. Marcina – zabytkowy kościół ewangelicki znajdujący się w Krakowie, w dzielnicy I Stare Miasto przy ul. Grodzkiej 56, na Starym Mieście.
Znajduje się w nim siedziba krakowskiej parafii ewangelicko-augsburskiej oraz diaspory ewangelicko-reformowanej. Ponadto odprawiane są nabożeństwa Kościoła Starokatolickiego Mariawitów.
Wierni Kościoła Ewangelicko-Reformowanego (kalwini) nie uznają umieszczania rzeźb i obrazów w miejscach kultu, jednak iż jest to kościół ekumeniczny, poszli oni na ustępstwo ws. umieszczenia w prezbiterium obrazu Jezusa uciszającego burzę i dwóch figur.

## Historia
Kościół stanął na miejscu poprzedniego, przedlokacyjnego, romańskiego kościoła, prawdopodobnie z XII wieku. Obecna świątynia, fundowana karmelitankom bosym, wzniesiona została w latach 1637–1640 w stylu wczesnego baroku według projektu Giovanniego Trevana. Świątynię konsekrowano w 1644. Zakonnice wyprowadziły się z niego w 1787 do ufundowanego przez kanclerza Jana Szembeka nowego klasztoru i kościoła św. Teresy na Wesołej. Kościół został wystawiony na sprzedaż. Dopiero kilkadziesiąt lat później (w 1816) przekazano go zborowi ewangelickiemu.

## Wystrój
W ołtarzu głównym znajduje się obraz pędzla Henryka Siemiradzkiego z 1882 przedstawiający Chrystusa uciszającego burzę na morzu. Powyżej ołtarza głównego znajduje się pochodzący z końca XIV wieku gotycki krucyfiks. Przy wejściu zaś uwagę zwraca zniszczone przez Niemców w czasie II wojny światowej epitafium Mikołaja Reja (dzieło Jana Raszki), które odsłonięto 10 kwietnia 1921 (ufundowane przez rodziny Grosse i Maurizio).

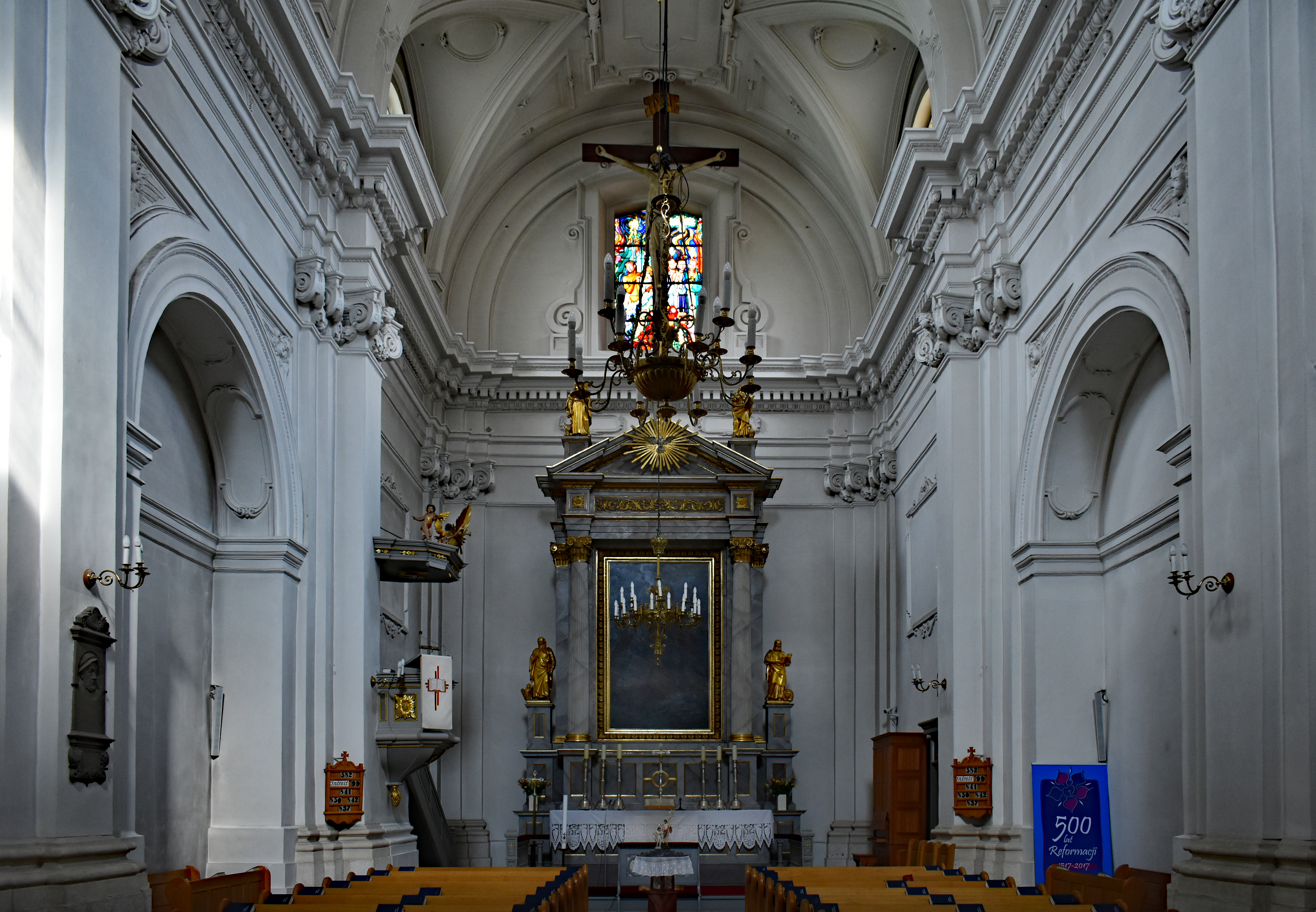
Wnętrze z widokiem na ołtarz główny
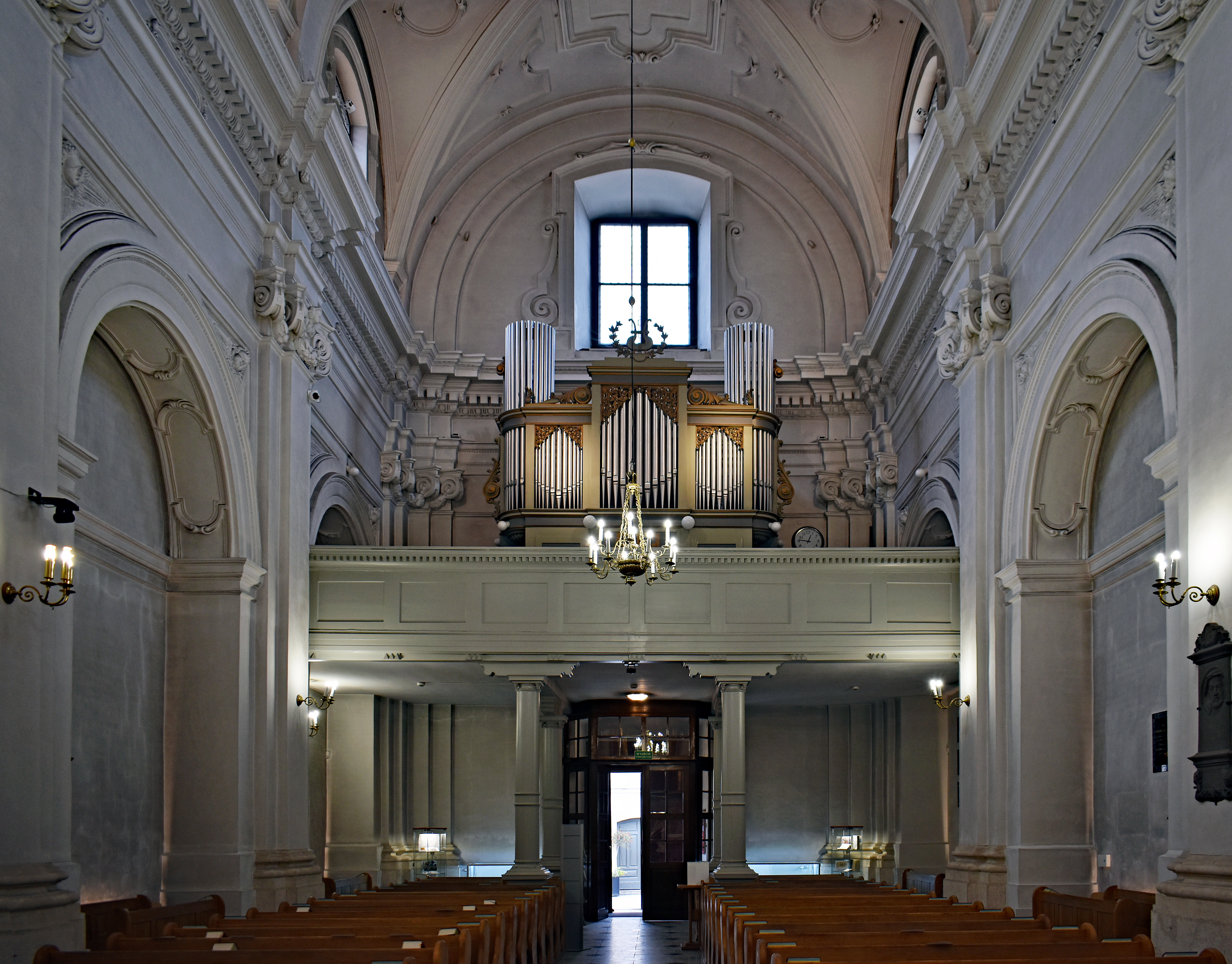
Wnętrze, chór muzyczny i organy
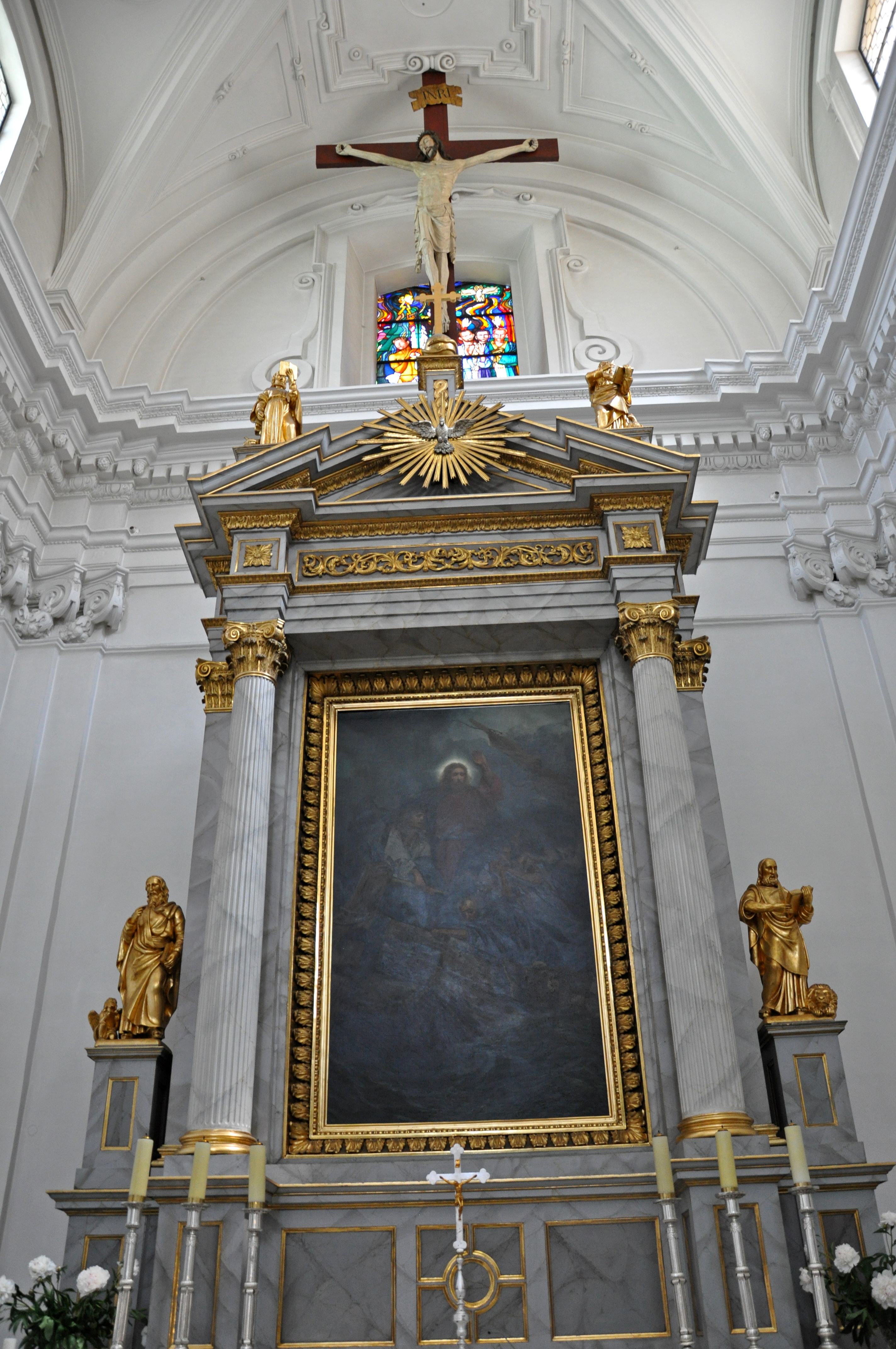
Ołtarz główny z obrazem Siemiradzkiego
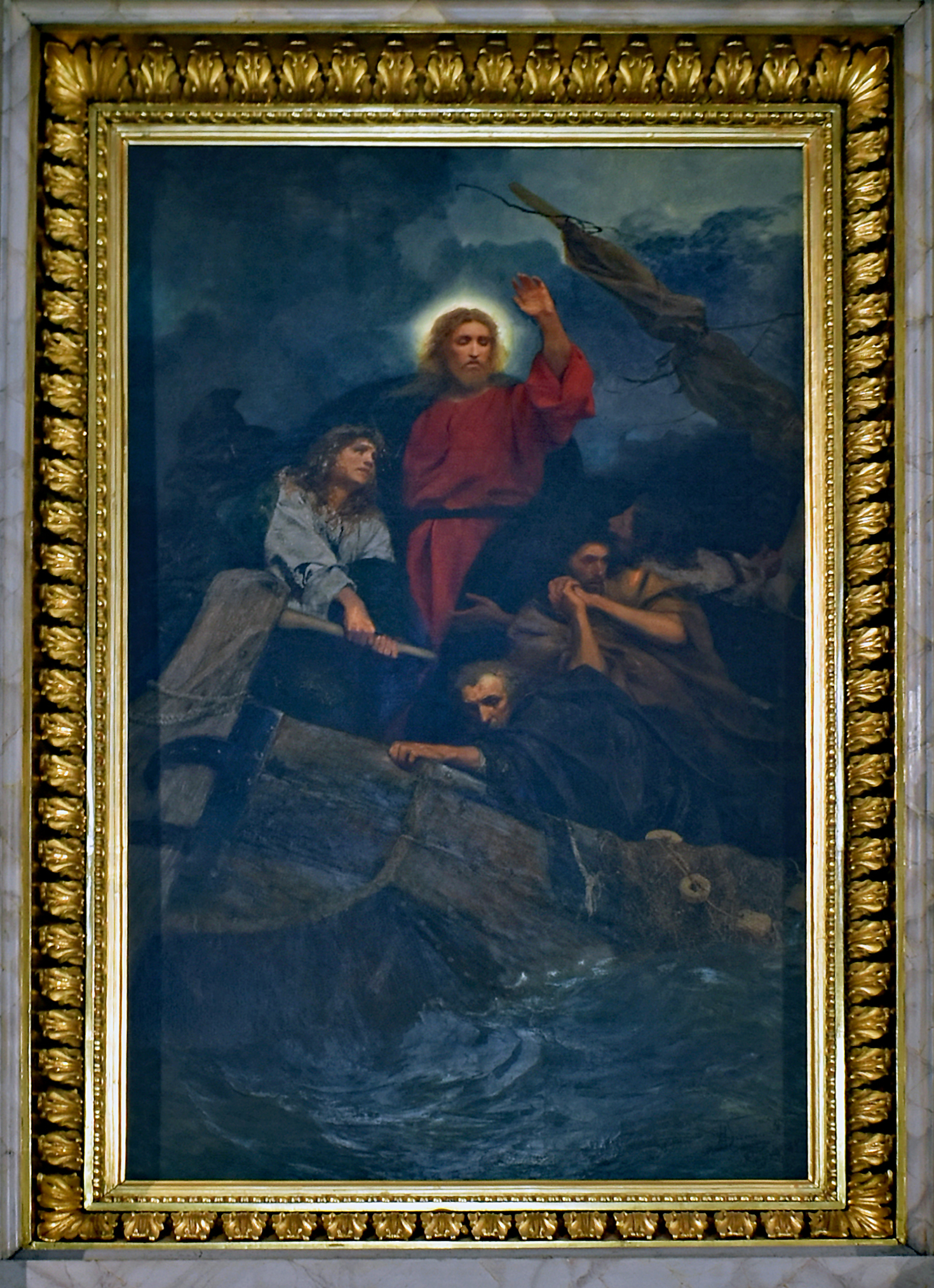
„Chrystus uciszający burzę” Obraz Henryka Siemiradzkiego, 1882
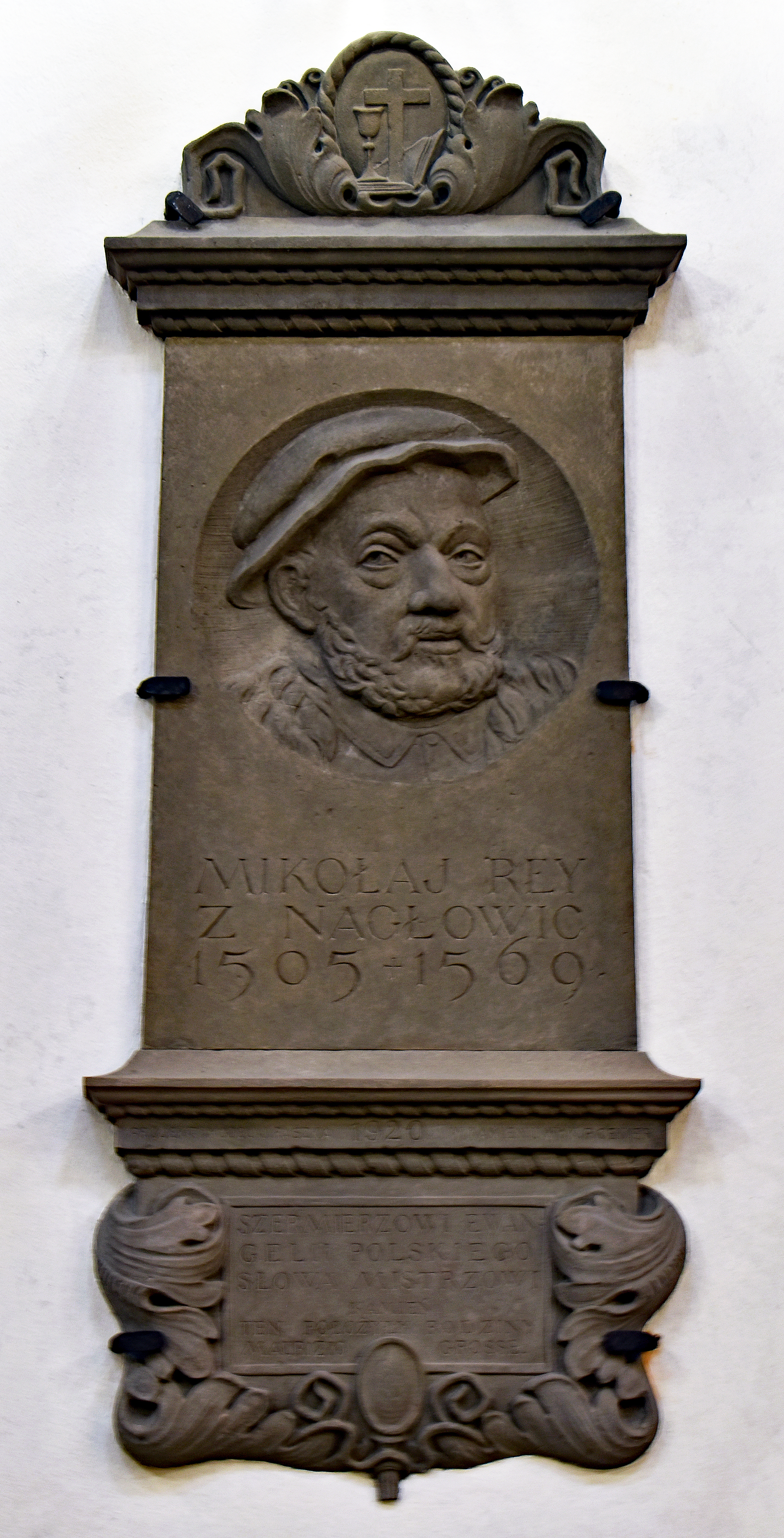
Epitafium Mikołaja Reja Jan Raszka, 1921